# 계룡산
계룡산(鷄龍山)은 충청남도 공주시와 계룡시 그리고 대전광역시 유성구에 걸쳐 있는 높이 845m의 한국의 화강암 산이다. 1968년 12월 31일에 2번째 국립공원으로 지정되었다.
계룡산은 충청지역에서 대표적인 산이나 높이나 면적에서 최고나 최대는 아니다. 계룡산의 천왕봉과 연천봉, 삼불봉을 잇는 능선이 닭의 볏을 쓴 용을 닮았다하여 계룡산이라는 이름이 붙여졌다. 최고봉인 천황봉의 높이는 해발 845m이고 계룡산 전체면적은 65.335km2이다. 계룡산 기슭에는 동학사, 갑사, 신원사 등 유명한 사찰이 있으며, 국어교과서에 소개되었던 남매탑이 있다. 계룡산의 남쪽 지역인 신도안은 조선 왕조 개국 직전 도읍 후보지로 꼽히기도 했다.
계룡산은 국립공원으로 지정되어 있으며, 그 구역은 3개로 나뉘는데 동학사지구, 갑사지구, 신원사ㆍ수통골지구이다.

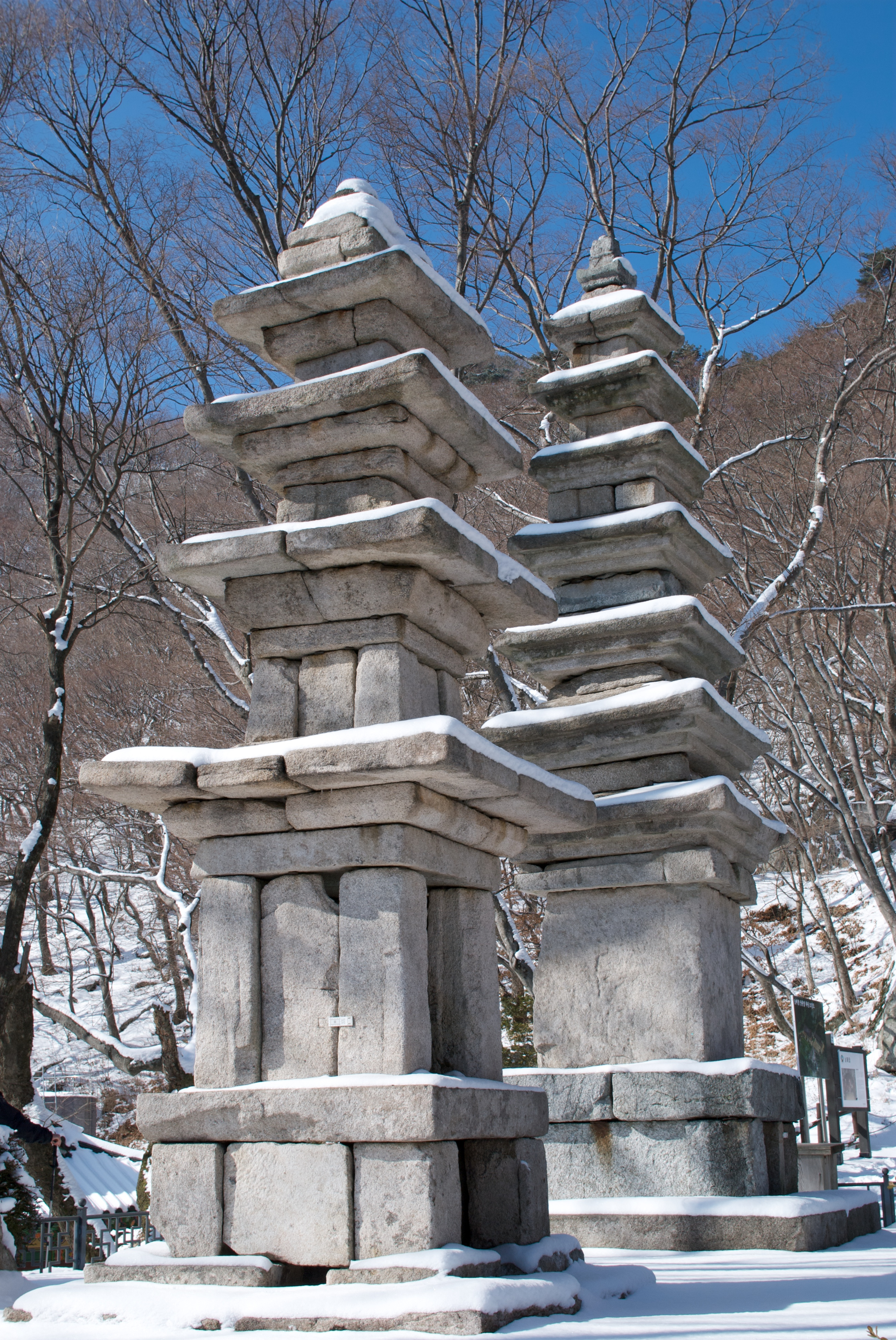
남매탑

## 역사
백제시대에는 계산(鷄山), 계람산(鷄籃山)으로 불렸다. 계룡산에 대한 가장 오래된 기록은 중국 당대(唐代) 장초금(張楚金)이 지은 <한원(翰苑)>이라는 책의 기록으로 ‘괄지지(括地志)’ 부분에 ‘國(百濟)東有鷄籃山’(백제의 동쪽에 계람산이 있다)라고 기록되었다. 신라에서 계람산으로 불렀던 것으로 미루어 계룡산이 계산 또는 계람산으로 추정된다. 통일신라시대에는 오악의 하나로 중요시되었다. 신라는 국가의 제사를 대사, 중사, 소사로 분류하였는데, 계룡산에서 지내는 제사는 중사에 해당되었다. 이후 이 신앙은 고려와 조선에 걸쳐 전해져 내려왔다. 이 제사는 신원사의 중악단에서 지내져왔다.
계룡산의 계룡산성은 나말선초인 9세기 중엽에 축조된 산성으로 연천봉, 관음봉, 쌀개봉 능선을 거쳐 서쪽으로 이 산들의 2개의 계곡이 합쳐지는 지점까지 산 능선을 따라서 쌓았으며, 3.5km의 길이에 달한다. 계룡산의 서쪽에 위치한 것으로 미루어 후백제가 처음 축조했을 것으로 추정한다.

## 봉우리

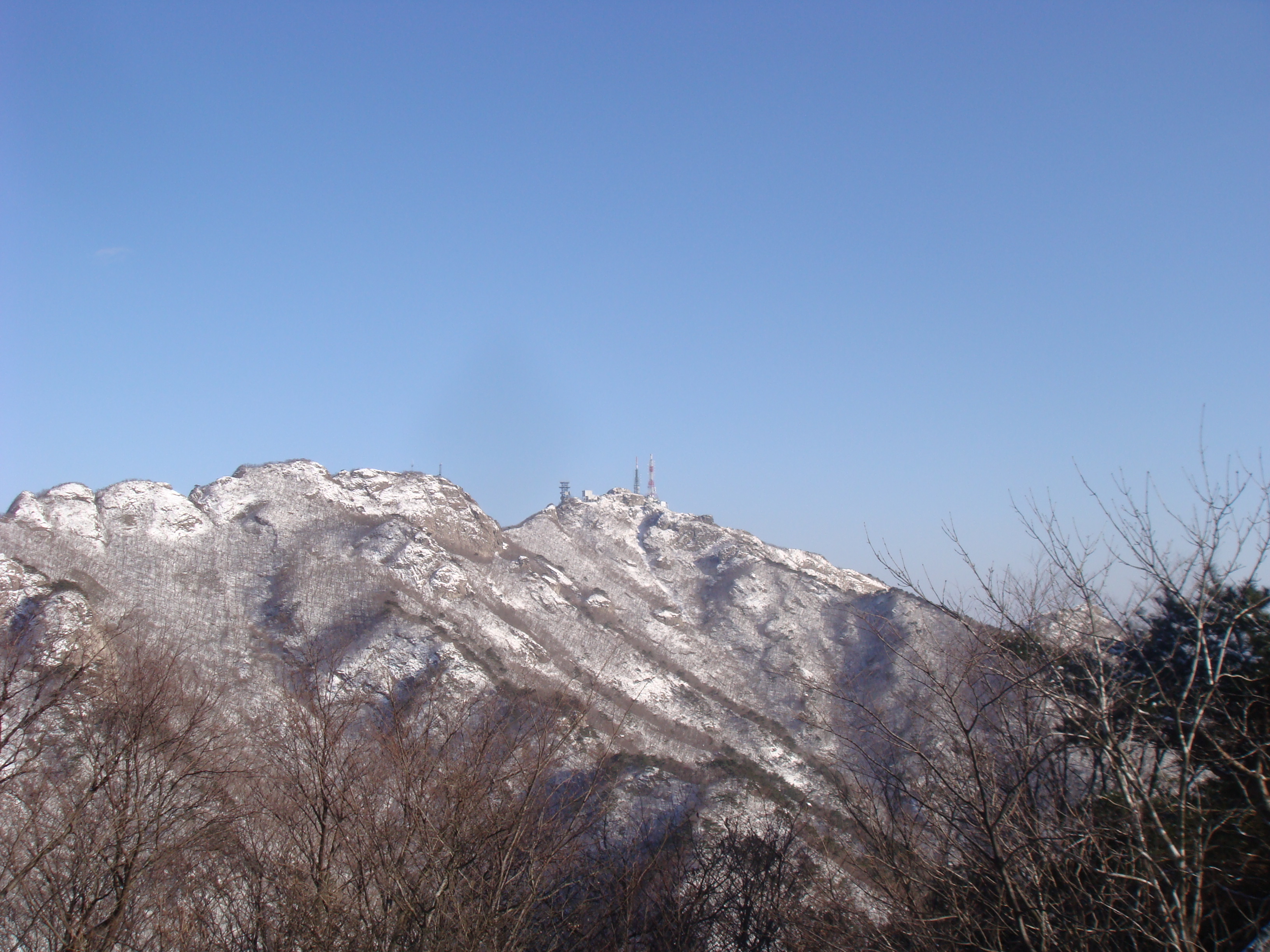
연천봉에서 바라본 천왕봉

계룡산은 태백산맥에서 차령산맥이 서남쪽을 뻗어나가다가 금강에 의하여 침식되고 남은 잔구성 산이다. 주봉은 천왕봉이며, 연천봉, 삼불봉, 관음봉 등 20개의 봉우리로 이루어져 있다. 산세는 동쪽으로 U자형으로 열린 침식분지이다.

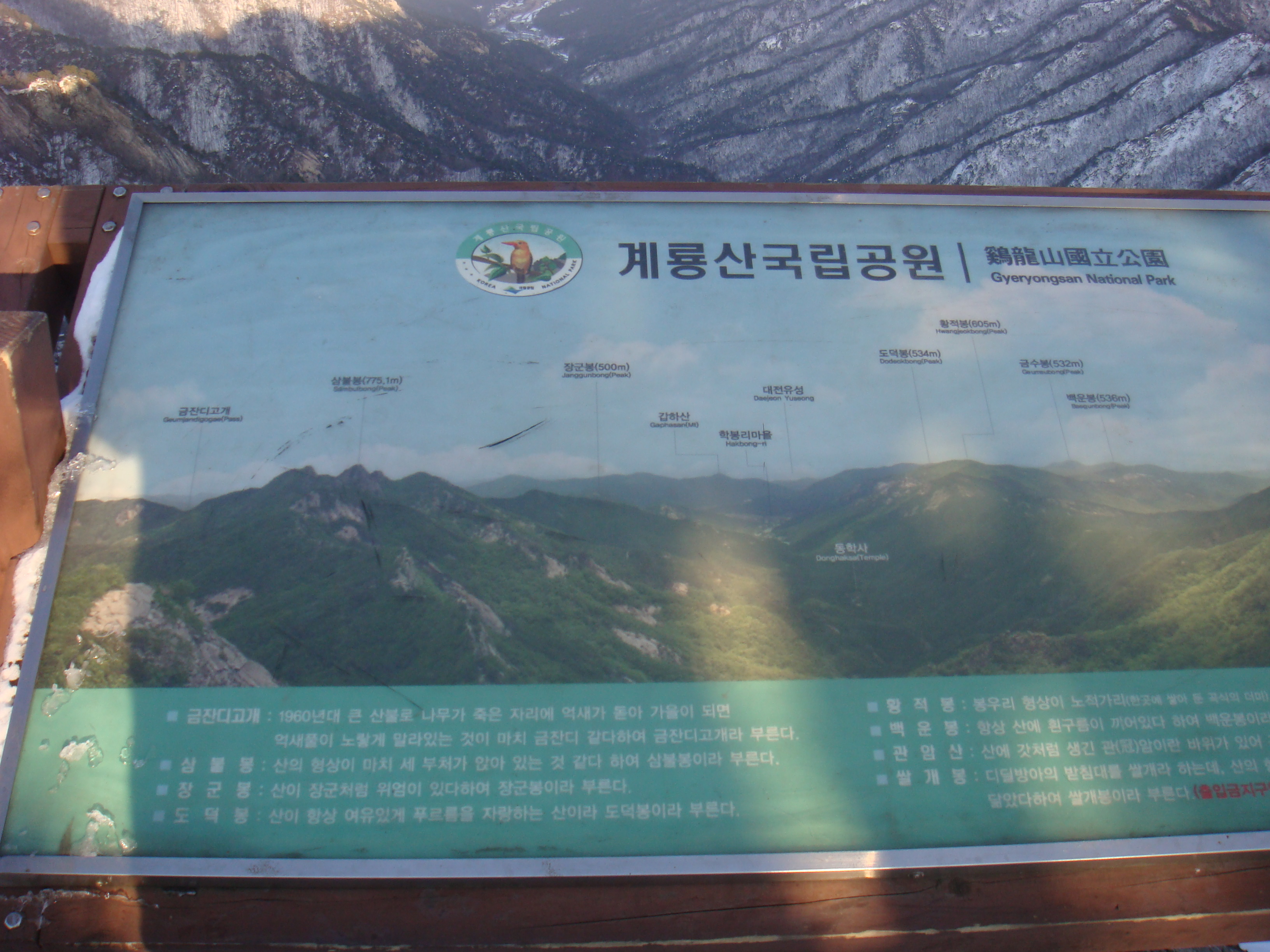
관음봉에서 동쪽을 바라본 모습

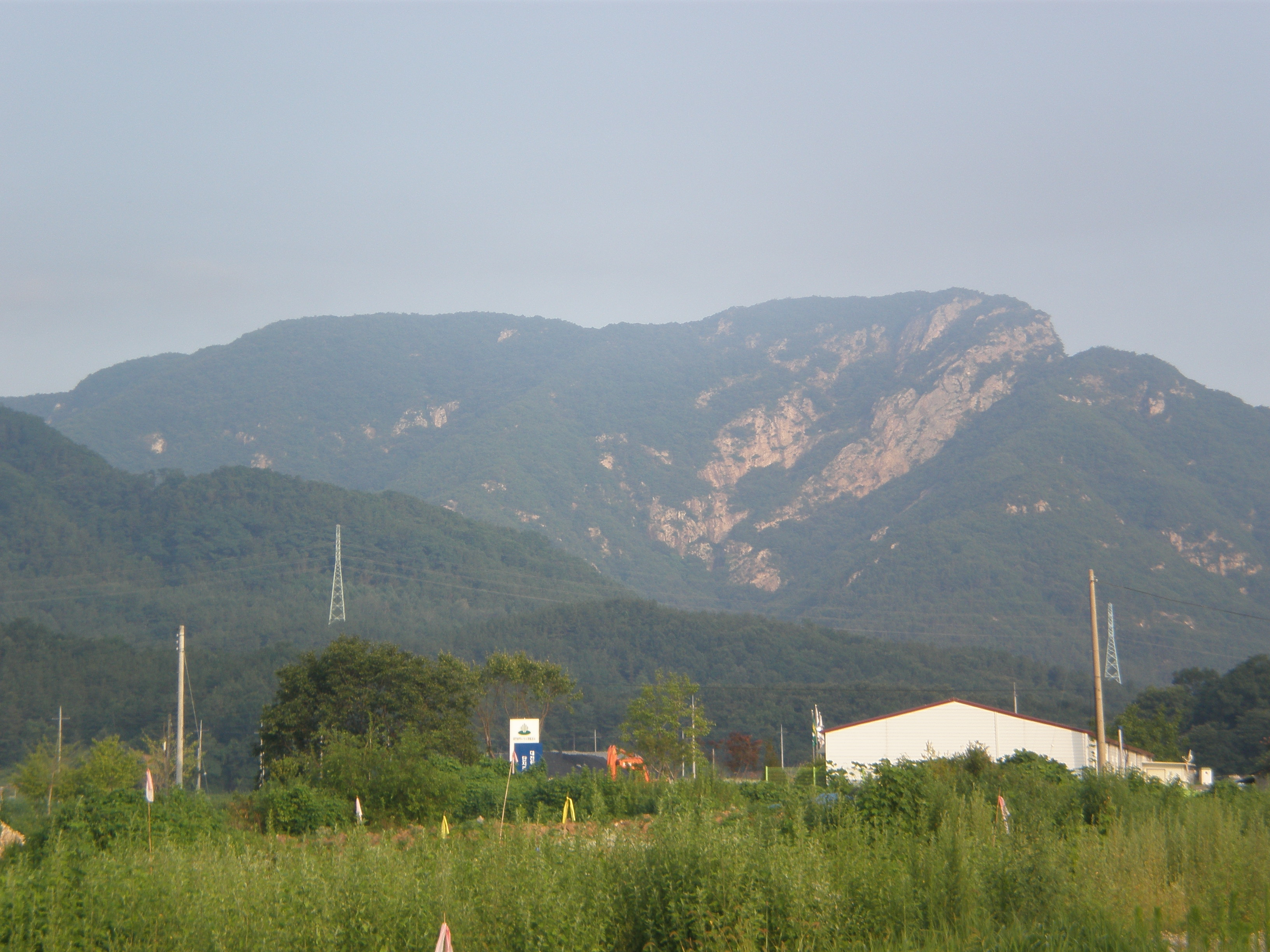
학하동에서 바라본 도덕봉

- 천왕봉 : 845m, 계룡산의 가장 높은 봉우리이다. 출입금지구역이다.
- 쌀개봉 : 828m, 디딜방아의 받침대, 즉 쌀개를 닮았다하여 이름이 붙여졌다. 출입금지구역이다.
- 관음봉 : 766m, 천황봉, 쌀개봉과 더불어 계룡산의 주봉이며, 이곳의 한가로운 구름은 계룡산의 제4경이며 공주 10경중 하나이다. 쌀개능선의 단풍과, 서북능선의 3월 철쭉길이 아름답다.
- 삼불봉 : 775.1m, 세 부처가 앉아 있는 것 같다하여 이름이 붙여졌다.
- 문필봉 : 756m
- 연천봉 : 739m, 주능선이 문필봉을 통하여 연천봉으로 이어진다. 갑사계곡과 신원사 계곡 사이에 있다. 천왕봉과 쌀개봉, 문필봉, 삼불봉이 잘 보인다. 서 아래로는 상월과 계룡지, 경천지가 보이며, 저녁노을이 장관으로 계룡산의 제3경이다. 천왕봉과 하늘에 연결되어 있는 연천봉에 디딤돌 두개만 놓으면 하늘에 닿을 수 있다는 설이 있어 부녀자들이 많이 기도를 하던 장소였다고 알려져있다.[5]
- 신선봉 : 649m
- 황적봉 : 605m, 봉우리 모습이 노적가리 (한곳에 쌓아둔 곡식의 더미)같다하여 이름이 붙여졌다.
- 향적봉 : 574.9m
- 백운봉 : 536m, 항상 산에 흰구름이 끼어있다하여 이름이 붙였다.
- 금수봉 : 532m
- 도덕봉 : 524m, 항상 여유있게 푸르다하여 이름이 붙여졌다.
- 장군봉 : 500m, 장군처럼 위엄이 있다하여 이름이 붙여졌다.
- 형제봉
- 관암산 : 갓처럼 생긴 관암이란 바위가 있어 이름이 붙여졌다.

## 폭포
은선폭포와 용문폭포, 수통폭포가 있다.

### 은선폭포
옛날 신선들이 숨어서 놀았을만큼 아름다운 곳이라하여 이름지어졌으며, 폭포의 물줄기가 낙차되어 피어나는 운무는 계룡팔경 중 7경으로 지정되었다. 이 폭포는 홍색장석질 화강암에 나타난 20cm 정도의 두께로 겹겹이 쌓인 판산의 사 절리들이 외부로부터 떨어져나가 만들어진 높이 46m, 폭 10m, 경사 60도 정도의 폭포로써 지형적인 조건을 갖추고 있지만 산지의 정상부 주변에 위치하여 폭포를 형성 할 수 있을 만큼의 유수량이 계속 유지될 수 없기 때문에 갈수기에는 낙수현상이 거의 나타나지 않는 폭포이다.

## 산의 생태

### 식생
계룡산은 주로 낙엽활엽수림으로 덮여 있고, 계룡산 주변에는 계엽수림이 많다.  고도 200~400m의 산록대에는 소나무, 떡갈나무, 느티나무, 졸참나무와 층층나무가 있으며, 고도 400~650m의 중복대에는 박달나무, 까치박달, 서어나무, 단풍나무, 고로쇠나무, 굴참나무가 많다. 650m이상의 산정대에는 소나무, 신갈나무, 쇠물푸레, 철쭉이 많다.  중상부의 식생은 비교적 잘 보존되어 있는 편이다.

### 깃대종
계룡산의 깃대종에는 호반새와 깽깽이풀이 있다.

## 풍수
『삼국사기』는 계룡산을 오악 중 하나로 꼽는데 오악은 토함산, 지리산, 계룡산, 태백산이다. 계룡산은 하늘을 향하는 용의 모양이고 '산태극', '수태극', '회룡고조' 등 하늘의 이치를 가진 신비로운 땅으로서 언젠가는 이곳이 수도가 되어 천하 36국에서 조공을 받는 시대가 도래한다고 묘사한다. 신라 말기 사람 도선은 자신이 쓴 비기에서 개성은 5백년 도읍지이고 한양은 4백년 도읍지이며 계룡산의 신도안은 8백년 도읍지라고 했고 『정감록』에는 "정도령"이 나타나서 8백 년간 도읍을 삼는다고 씌어 있다. 금강이 계룡산을 휘어감고 계룡산 주변의 여러 산이 태극을 이루어 수태극/산태극이라고 하였다.

## 계룡 8경
1. 천왕봉에서 바라본 일출 광경
2. 삼불봉을 하얗게 덮어버린 겨울 흰눈
3. 연천봉의 낙조
4. 관음봉을 싸안고 한가롭게 떠도는 구름
5. 한여름 동학사 계곡의 숲
6. 가을 갑사 계곡을 온통 붉은색으로 수놓은 듯한 단풍
7. 은선폭포가 낙수되면서 하얗게 포말을 일구워내는 물안개
8. 남매탑에 반쯤 걸린 달의 모습

이외에도 경치 좋은 곳이 많이 있는데, 산의 북쪽 상신리계곡에 용산 9곡, 계룡 9곡, 갑사 9곡도 이름이 있다.

## 공주 10경
공주문화원, 공주예총, 향토사학자, 언론인, 사진작가 등으로 구성된 공주 10경 선정위원회에서 선정한 공주 10경 후보지 15개소를 대상으로 설문조사를 실시한 결과 최종 선정된 공주 10경에 계룡산이 선정되었다.

## 이성계의 천도설화
신도안으로 도읍을 정하려던 이성계로 인하여 계룡산에는 관련된 설화가 전해지고 있다. 고려를 무너뜨린 이성계는 새로운 도읍으로 신도안(新都案)을 선택하고 궁궐을 짓는 공사를 시작했는데, 자신은 계룡산의 사연봉에 올라가 제단을 차려 놓고 기도를 하였다. 기도를 하던 곳은 기도굴이라는 이름으로 지금도 전해지고 있다. 반년쯤 공사가 진행되었을 때 하얀 할머니가 나타나 공사를 계속하면 생명이 위태로울 것이니 공사를 중지하라고 하였다. 계룡산 할머니는 계룡산의 정기를 타고 정도령이라는 신인이 나타나 이곳에 도읍을 정하고 800년간 다스릴 것이니 이성계는 500리 북쪽으로 올라가 도읍을 정하라고 하였다. 이성계는 공사를 중지시켰는데 그때 일군들이 신에 묻었던 흙을 털었는데 그 흙이 모여 신털봉이 되었다는 설화이다.

## 방송 송신 시설
| 디지털TV  |                   |            |                     |      |                                           |
| 가상채널  | 방송국명          | 호출부호   | 물리채널            | 출력 | 가시청권                                  |
| CH 7-1    | KBS대전 DTV2      | HLQT-DTV   | CH 32               | 1㎾  | 대전, 충북 중남부, 충남 중남부            |
| CH 9-1    | KBS대전 DTV1      | HLKI-DTV   | CH 26               | 1㎾  | 대전, 충북 중남부, 충남 중남부            |
| CH 10-1   | EBS 1TV           | HLQL-DTV   | CH 18               | 1㎾  | 대전, 충북 중남부, 충남 중남부            |
| CH 10-2   | EBS 2TV           | HLQL-DTV   | CH 18               | 1㎾  | 대전, 충북 중남부, 충남 중남부            |
| UHDTV     |                   |            |                     |      |                                           |
| 가상채널  | 방송국명          | 호출부호   | 물리채널            | 출력 | 가시청권                                  |
| CH 7-1    | KBS대전 2TV       | HLDF-UHDTV | CH 56               | 5㎾  | 대전, 충북 중남부, 충남 중남부            |
| CH 9-1    | KBS대전 1TV       | HLki-UHDTV | CH 56               | 5㎾  | 대전, 충북 중남부, 충남 중남부            |
| FM라디오  |                   |            |                     |      |                                           |
| 채널      | 방송국명          | 호출부호   |                     | 출력 | 가시청권                                  |
| 94.7㎒    | KBS대전 제1라디오 | HLKI-SFM   |                     | 1㎾  | 대전, 충남 중남부, 충북 중남부, 전북 일부 |
| 98.5㎒    | KBS대전 음악FM    | HLKI-FM    |                     | 1㎾  | 대전, 충남 중남부, 충북 중남부, 전북 일부 |
| 103.9㎒   | TBN충남교통방송   | HLEP-FM    |                     | 5㎾  | 대전, 충남 중남부, 충북 중남부, 전북 일부 |
| 105.7㎒   | EBS FM            | HLQL-FM    |                     | 5㎾  | 대전, 충남 중남부, 충북 중남부, 전북 일부 |
| 지상파DMB |                   |            |                     |      |                                           |
| 앙상블명  | 방송국명          | 호출부호   | 채널(주파수)        | 출력 | 가시청권                                  |
| MY MBC    | my MBC11          | HLCQ-TDMB  | CH 11-A (199.280㎒) | 2㎾  | 대전, 충남 중남부, 충북 중남부            |
| U-KBS     | KBS STAR          | HLKI-TDMB  | CH 11-B (201.008㎒) | 2㎾  | 대전, 충남 중남부, 충북 중남부            |
| U-KBS     | HD KBS STAR       | HLKI-TDMB  | CH 11-B (201.008㎒) | 2㎾  | 대전, 충남 중남부, 충북 중남부            |
| U-KBS     | KBS HEART         | HLKI-TDMB  | CH 11-B (201.008㎒) | 2㎾  | 대전, 충남 중남부, 충북 중남부            |
| U-KBS     | KBS MUSIC         | HLKI-TDMB  | CH 11-B (201.008㎒) | 2㎾  | 대전, 충남 중남부, 충북 중남부            |

## 사진

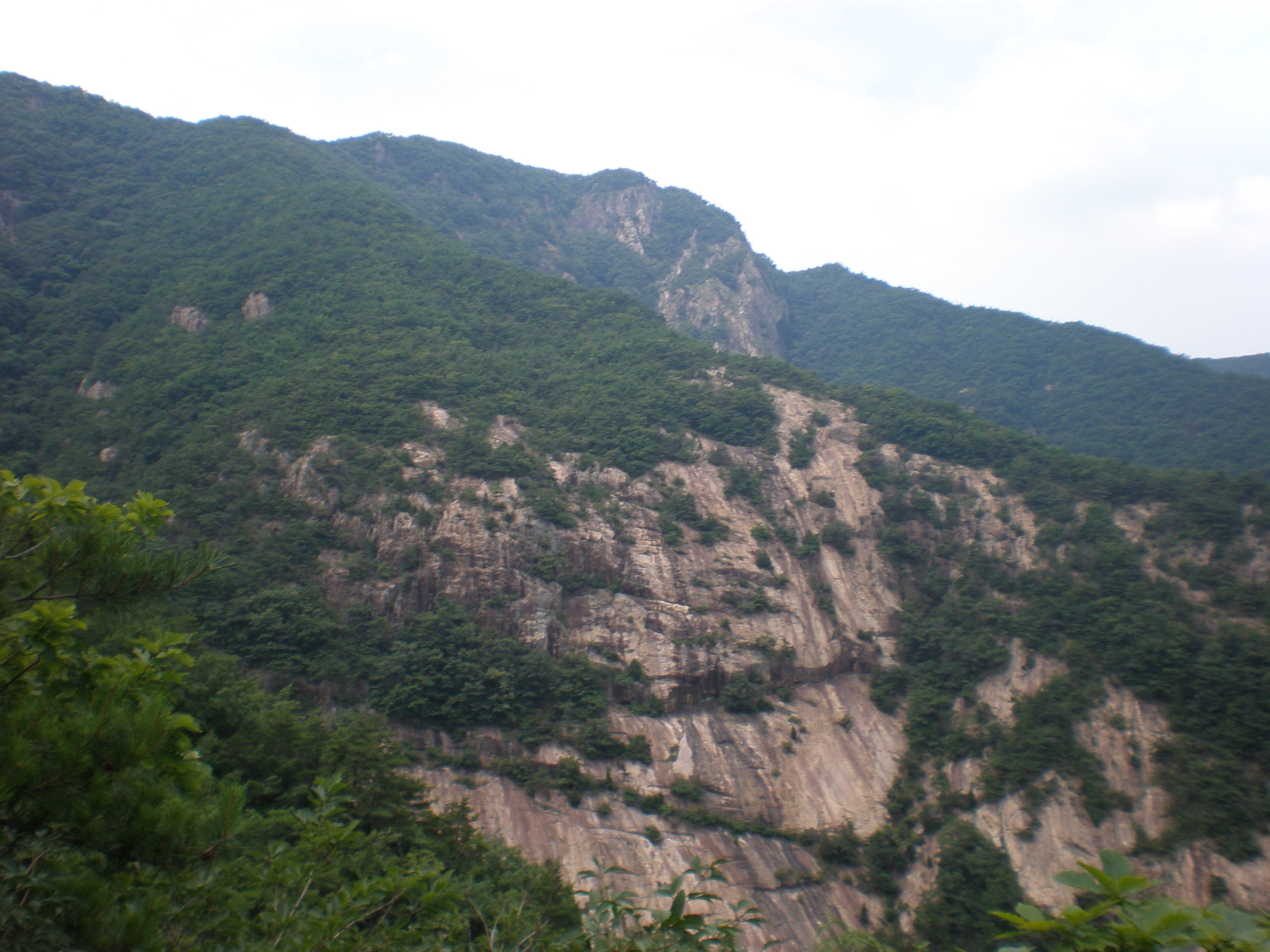
도덕봉
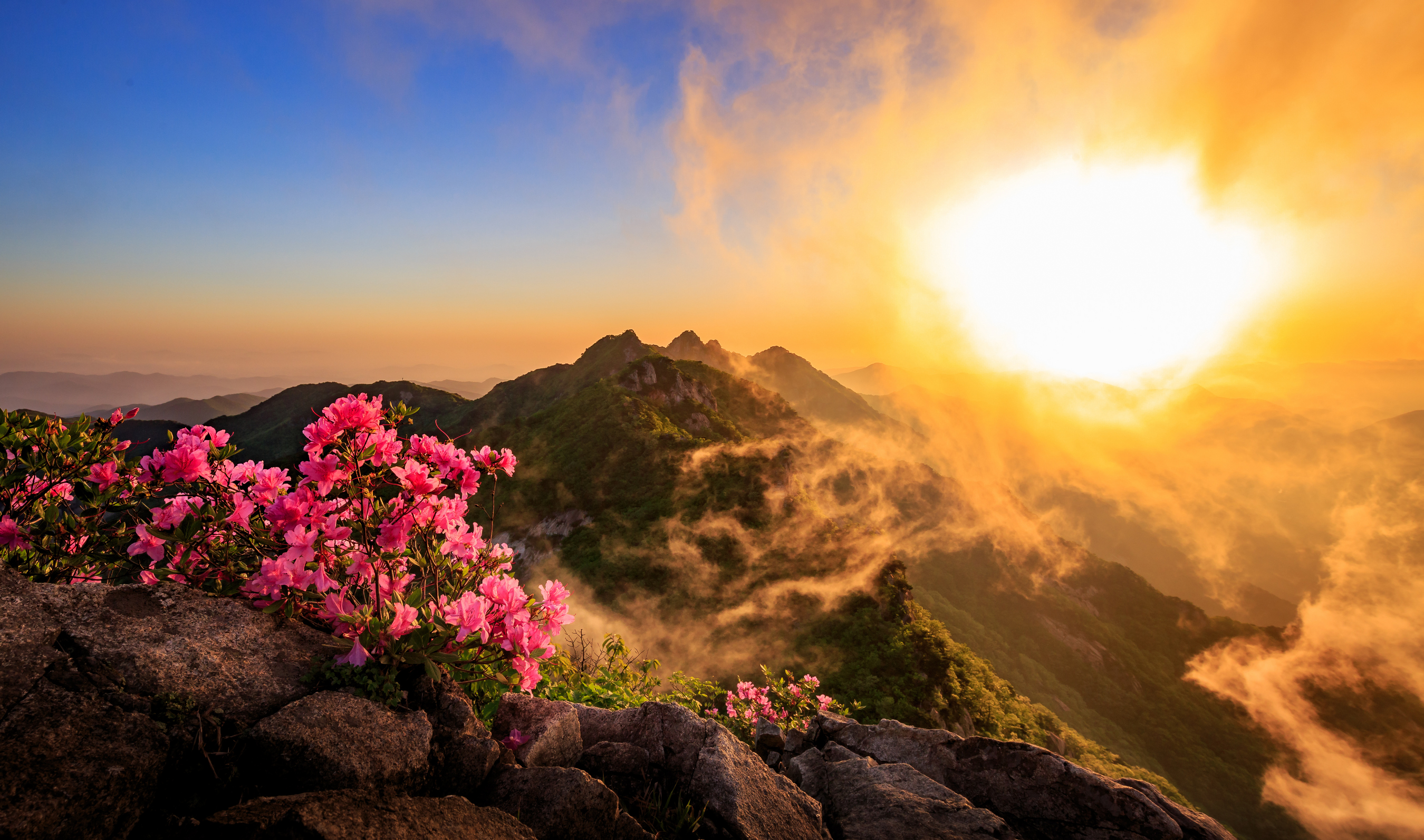
관음봉에서 찍은 사진

## 같이 보기
- 한국의 산 목록
- 대한민국의 국립공원
- 동학사
- 갑사
- 신원사
- 서대산: 충청남도에서 가장 높은 산
- 공주시의 지질
- 논산시의 지질